# Onthophagus dlabolai
Onthophagus dlabolai là một loài bọ cánh cứng trong họ Bọ hung (Scarabaeidae).